# Eupelmus vicentinus
Eupelmus vicentinus is een vliesvleugelig insect uit de familie Eupelmidae. De wetenschappelijke naam is voor het eerst geldig gepubliceerd in 1979 door De Santis.